# Armin Bauer
Armin Bauer (ur. 15 lipca 1990 w Bolzano) – włoski dwuboista klasyczny, zawodnik klubu G.S. Fiamme Gialle.

## Kariera
Po raz pierwszy na arenie międzynarodowej Armin Bauer pojawił się 22 stycznia 2005 roku w Planicy, gdzie w zawodach FIS Race zajął 57. miejsce w konkursie metodą Gundersena. Pięciokrotnie startował na mistrzostwach świata juniorów, zajmując między innymi czwarte miejsce w sztafecie na mistrzostwach świata juniorów w Tarvisio w 2007 roku i rozgrywanych rok później mistrzostwach w Zakopanem. Indywidualnie najlepiej wypadł podczas mistrzostw świata juniorów w Hinterzarten w 2010 roku, gdzie był siódmy w Gundersenie.
W Pucharze Świata zadebiutował 29 listopada 2008 roku w Ruce, gdzie zajął 52. miejsce w Gundersenie. Pierwsze pucharowe punkty wywalczył już następnego dnia, 30 listopada 2008 roku, zajmując 27. miejsce w tej samej konkurencji. Najlepsze wyniki osiągnął w sezonie 2011/2012, który zakończył na 34. pozycji w klasyfikacji generalnej.
W 2009 roku brał udział w mistrzostwach świata w Libercu, gdzie wspólnie z kolegami z reprezentacji zajął siódme miejsce w sztafecie, a indywidualnie plasował się w piątej dziesiątce. Na rozgrywanych cztery lata później mistrzostwach świata w Val di Fiemme był siódmy w sztafecie i sprincie drużynowym, a rywalizację w konkursie metodą Gundersena na normalnym obiekcie zakończył na 22. miejscu. W 2010 roku wystartował na igrzyskach olimpijskich w Vancouver, zajmując między innymi dziesiąte miejsce w sztafecie i 21. miejsce w Gundersenie na dużej skoczni.

## Osiągnięcia

### Igrzyska olimpijskie
| Miejsce | Dzień     | Rok  | Miejscowość | Konkurencja           | Wynik zwycięzcy | Strata  | Zwycięzca           |
| ------- | --------- | ---- | ----------- | --------------------- | --------------- | ------- | ------------------- |
| 43.     | 14 lutego | 2010 | Vancouver   | Gundersen HS106/10 km | 25:47,1         | +3:45,2 | Jason Lamy Chappuis |
| 10.     | 23 lutego | 2010 | Vancouver   | Sztafeta HS140/4x5 km | 49:31,6         | +4:42,9 | Austria             |
| 21.     | 25 lutego | 2010 | Vancouver   | Gundersen HS140/10 km | 25:32,9         | +2:16,2 | Bill Demong         |
| 14.     | 12 lutego | 2014 | Soczi       | Gundersen HS106/10 km | 23:50,2         | +1:06,5 | Eric Frenzel        |
| 23.     | 18 lutego | 2014 | Soczi       | Gundersen HS140/10 km | 22:45,5         | +1:26,0 | Jørgen Gråbak       |
| 6.      | 21 lutego | 2014 | Soczi       | Sztafeta HS140/4x5 km | 47:13,5         | +2:51,2 | Norwegia            |

### Mistrzostwa świata
| Miejsce | Dzień     | Rok  | Miejscowość   | Konkurencja                     | Wynik zwycięzcy | Strata  | Zwycięzca           |
| ------- | --------- | ---- | ------------- | ------------------------------- | --------------- | ------- | ------------------- |
| 49.     | 22 lutego | 2009 | Liberec       | Gundersen HS100/10 km           | 24:22,3         | +6:30,2 | Todd Lodwick        |
| 7.      | 26 lutego | 2009 | Liberec       | Sztafeta HS134/4x5 km           | 48:32,3         | +4:04,5 | Japonia             |
| 41.     | 28 lutego | 2009 | Liberec       | Gundersen HS134/10 km           | 23:36,6         | +3:38,0 | Bill Demong         |
| 38.     | 2 marca   | 2011 | Oslo          | Gundersen HS134/10 km           | 25:31,6         | +3:54,2 | Jason Lamy Chappuis |
| 7.      | 4 marca   | 2011 | Oslo          | Sztafeta HS134/4x5 km           | 48:07,8         | +2:45,6 | Austria             |
| 22.     | 22 lutego | 2013 | Val di Fiemme | Gundersen HS106/10 km           | 29:13,2         | +1:30,9 | Jason Lamy Chappuis |
| 7.      | 24 lutego | 2013 | Val di Fiemme | Sztafeta HS106/4x5 km           | 57:34,0         | +1:10,5 | Francja             |
| 34.     | 28 lutego | 2013 | Val di Fiemme | Gundersen HS134/10 km           | 27:22,8         | +3:36,5 | Eric Frenzel        |
| 7.      | 2 marca   | 2013 | Val di Fiemme | Sprint drużynowy HS136/2x7,5 km | 35:37,9         | +1:53,5 | Francja             |
| 24.     | 20 lutego | 2015 | Falun         | Gundersen HS100/10 km           | 26:38,9         | +1:45,6 | Johannes Rydzek     |
| 4.      | 22 lutego | 2015 | Falun         | Sztafeta HS100/4x5 km           | 44:20,7         | +1:10,1 | Niemcy              |
| 36.     | 26 lutego | 2015 | Falun         | Gundersen HS134/10 km           | 22:45,8         | +3:06,9 | Bernhard Gruber     |
| 46.     | 24 lutego | 2017 | Lahti         | Gundersen HS100/10 km           | 26:19,6         | +4:27,2 | Johannes Rydzek     |
| 6.      | 26 lutego | 2017 | Lahti         | Sztafeta HS100/4x5 km           | 47:57,3         | +1:18,2 | Niemcy              |
| 28.     | 1 marca   | 2017 | Lahti         | Gundersen HS130/10 km           | 26:41,6         | +3:32,4 | Johannes Rydzek     |

### Mistrzostwa świata juniorów
| Miejsce | Dzień       | Rok  | Miejscowość   | Konkurencja           | Wynik zwycięzcy | Strata  | Zwycięzca            |
| ------- | ----------- | ---- | ------------- | --------------------- | --------------- | ------- | -------------------- |
| 28.     | 1 lutego    | 2006 | Kranj         | Gundersen HS109/10 km | 29:59,9         | +4:33,0 | François Braud       |
| 7.      | 3 lutego    | 2006 | Kranj         | Sztafeta HS109/4x5    | 55:42,3         | +4:42,8 | Niemcy               |
| 26.     | 5 lutego    | 2006 | Kranj         | Sprint HS109/5 km     | 13:06,3         | +1:36,9 | Tom Beetz            |
| 14.     | 14 marca    | 2007 | Tarvisio      | Gundersen HS109/10 km | 33:26,7         | +3:53,0 | Anssi Koivuranta     |
| 4.      | 16 marca    | 2007 | Tarvisio      | Sztafeta HS109/4x5 km | 1:05:35,0       | +2:00,9 | Austria              |
| 24.     | 18 marca    | 2007 | Tarvisio      | Sprint HS109/5 km     | 15:01,3         | +2:21,1 | Eric Frenzel         |
| 10.     | 27 lutego   | 2008 | Zakopane      | Gundersen HS94/10 km  | ?               | +3:37,9 | Alessandro Pittin    |
| 4.      | 28 lutego   | 2008 | Zakopane      | Sztafeta HS94/4x5 km  | 59:32,9         | +1:43,6 | Niemcy               |
| 10.     | 29 lutego   | 2008 | Zakopane      | Sprint HS94/5 km      | ?               | +1:13,7 | Tomaz Druml          |
| 37.     | 5 lutego    | 2009 | Štrbské Pleso | Sprint HS100/5 km     | 13:26,0         | +1:47,0 | Alessandro Pittin    |
| 5.      | 7 lutego    | 2009 | Štrbské Pleso | Sztafeta HS100/4x5 km | 53:17,3         | +1:58,1 | Niemcy               |
| 38.     | 9 lutego    | 2009 | Štrbské Pleso | Gundersen HS100/10 km | 28:31,7         | +4:32,5 | Alessandro Pittin    |
| 18.     | 27 stycznia | 2010 | Hinterzarten  | Gundersen HS106/5 km  | 12:55,4         | +1:07,0 | Junshirō Kobayashi   |
| 7.      | 29 stycznia | 2010 | Hinterzarten  | Gundersen HS106/10 km | 29:43,5         | +51,2   | Ole Christian Wendel |
| 6.      | 31 stycznia | 2010 | Hinterzarten  | Sztafeta HS106/4x5 km | 53:00,1         | +2:53,9 | Niemcy               |

### Puchar Świata

#### Miejsca w klasyfikacji generalnej
- sezon 2008/2009: 72.
- sezon 2009/2010: 61.
- sezon 2010/2011: 40.
- sezon 2011/2012: 34.
- sezon 2012/2013: 50.
- sezon 2013/2014: 32.
- sezon 2014/2015: 43.
- sezon 2015/2016: 43.
- sezon 2016/2017: niesklasyfikowany
- sezon 2017/2018: niesklasyfikowany

#### Miejsca na podium chronologicznie
Jak dotąd Bauer nie stał na podium indywidualnych zawodów PŚ.

### Puchar Kontynentalny

#### Miejsca w klasyfikacji generalnej
- sezon 2009/2010: 62.
- sezon 2010/2011: 48.
- sezon 2011/2012: 41.
- sezon 2012/2013: nie brał udziału
- sezon 2013/2014: 23.
- sezon 2014/2015: nie brał udziału
- sezon 2015/2016: 31.
- sezon 2016/2017: 17.
- sezon 2017/2018: 42.

#### Miejsca na podium chronologicznie
| Nr | Data             | Miejscowość | Konkurencja           | Wynik zwycięzcy | Pozycja | Strata  | Zwycięzca        |
| -- | ---------------- | ----------- | --------------------- | --------------- | ------- | ------- | ---------------- |
| 1. | 4 marca 2012     | Predazzo    | Gundersen HS134/10 km | 28:40,2 min     | 3.      | +15,2 s | Geoffrey Lafarge |
| 2. | 12 stycznia 2014 | Høydalsmo   | Gundersen HS94/10 km  | 24:28,3 min     | 1.      | -       | -                |
| 3. | 12 grudnia 2015  | Midway      | Gundersen HS100/10 km | 24:20,1 min     | 3.      | +46,1 s | David Pommer     |

### Letnie Grand Prix

#### Miejsca w klasyfikacji generalnej
- 2007: niesklasyfikowany
- 2008: nie brał udziału
- 2009: niesklasyfikowany
- 2010: 32.
- 2011: 32.
- 2012: nie brał udziału
- 2013: 20.
- 2014: 29.
- 2015: 45.
- 2016: nie brał udziału
- 2017: niesklasyfikowany

#### Miejsca na podium chronologicznie
Jak dotąd Bauer nie stał na podium indywidualnych zawodów LGP.